# Platygaster cebes
Platygaster cebes är en stekelart som beskrevs av Walker 1836. Platygaster cebes ingår i släktet Platygaster och familjen gallmyggesteklar. Inga underarter finns listade i Catalogue of Life.